# Божіння
Божіння (божитися, божба) — клятва і присяга іменем Бога, що породжена вірою людей у магічну силу слова. Божіння робиться на ствердження правдивості сказаних або написаних слів. Часто божіння передбачає накликання собі нещастя, як кари божої, в разі брехливості сказаного. Дуже дієвим і непорушним вважається божіння в церкві. Божіння відоме з дохристиянських часів і робилося в ті часи іменем язичницьких богів. Божіння є частиною українського фольклору. Порушення божіння вважається надзвичайно ганебним і засуджується суспільством. Найрозповсюдженіші варіанти божіння: клянусь Богом!; як перед Богом; бачить Бог; хай мене Бог (Господь) покарає!; убий мене Бог!; Бог свідок; Христос тому свідок; ось тобі Христос. 